# Arthur Waley
Arthur David Waley, CBE, CH (Royal Tunbridge Wells, 19 agosto 1889 – Londra, 27 giugno 1966), è stato un traduttore e orientalista britannico.
Una recente valutazione della sua opera cita: "Waley è stato un grande trasmettitore dell'alta cultura letteraria di Cina e Giappone verso il pubblico comune britannico; l'ambasciatore dell'Oriente nell'Occidente durante il XX secolo. Era autodidatta, ma raggiunse livelli notevoli di padronanza, perfino di erudizione, nelle due lingue. Fu un risultato unico, possibile (come egli stesso notò) solamente in quell'epoca, e che non accadrà ancora molto facilmente".

## Biografia
Nato nel Kent con il nome di Arthur David Schloss, Waley era figlio dell'economista David Frederick Schloss ed aveva origini ebraiche. Waley era il cognome da ragazza della nonna paterna, egli decise di assumerlo alla vigilia della seconda guerra mondiale, come molti altri inglesi dal cognome tedesco. Dopo aver completato l'istruzione inferiore alla Rugby School, si iscrisse al King's College dell'Università di Cambridge nel 1907, dove studiò Studi Classici. Nel 1910 ottenne il diploma bachelor.
Nel 1913, Waley fu assunto come Assistente Curatore di Stampe e Manoscritti Orientali al British Museum. Fu durante gli anni al museo che studiò da autodidatta il cinese e il giapponese, in parte per riuscire a catalogare più efficientemente le opere nella collezione del museo. Nel 1929 lasciò il lavoro al museo per perseguire la carriera letteraria, continuò comunque a tenere conferenze alla School of Oriental and African Studies di Londra.
Waley visse a Bloomsbury, per cui si trovò a frequentare i membri del Bloomsbury Group. Fu uno dei primi a riconoscere Ronald Firbank come autore di rilievo, tanto che scrisse l'introduzione alla prima raccolta di Firbank insieme a Osbert Sitwell.
Il noto poeta statunitense Ezra Pound è stato determinante nella pubblicazione delle prime traduzioni di Waley in America, sulla rivista letteraria The Little Review. Le sue opinioni sui primi lavori di Waley, tuttavia, non erano omogenee. In una lettera del 2 luglio 1917, egli scrisse a Margaret Anderson, l'editrice del Review: "Alla fine mi sono procurato le traduzioni di Waley di Po Chu I. Alcune delle poesie sono magnifiche. Quasi tutte le traduzioni rovinate dal suo inglese imbranato e dal ritmo difettoso... proverò a comprare le migliori e a fargli rimuovere i lavori più pasticciati. (È testardo come un asino, o come un letterato)". Nonostante le idee di Pound, Waley stesso spiega nell'Introduzione alla sua traduzione del Tao Te Ching quanto fosse stato attento a preferire il significato allo stile, poiché il significato sarebbe stato considerato più importante per il moderno lettore occidentale.
Nel 1945, Waley fu eletto socio onorario del King's College di Cambridge. Nel 1952 ricevette l'alta onorificenza di Commendatore dell'Ordine dell'Impero Britannico (CBE), l'anno successivo ottenne la Medaglia d'Oro della Regina per la Poesia.
Arthur Waley morì a Londra nel 1966 ed è attualmente sepolto nel Cimitero di Highgate.

## Attività di traduttore
Lo storico della Cina Jonathan Spence ha commentato le traduzioni di Waley:
Ha selezionato i gioielli delle letterature cinese e giapponese e se li è quietamente appuntati al petto. Nessuno aveva mai fatto nulla del genere, e nessuno mai più lo farà. Ci sono moltissimi occidentali la cui conoscenza della Cina e del Giappone è maggiore della sua, e forse ce ne sono diversi che sanno gestire bene entrambe le lingue. Ma essi non sono poeti, e coloro che sono poeti migliori di Waley non conoscono il cinese o il giapponese. Anche lo shock non si ripeterà, poiché la maggior parte delle opere che Waley scelse di tradurre erano sconosciute all'Occidente, e il loro impatto era perciò ancora più straordinario.
Waley ricevette il James Tait Black Memorial Prize per la sua traduzione di Monkey. Le traduzioni da lui attuate dei Classici, dei Dialoghi di Confucio e del Daodejing (Tao Te Ching) sono ancora tenute in grande considerazione dai colleghi.
Alcune traduzioni di Waley sono considerate poesie di per sé, tanto che sono state incluse con il nome del traduttore in antologie britanniche come la Oxford Book of Modern Verse 1892-1935, la Oxford Book of Twentieth Century English Verse e la Penguin Book of Contemporary Verse (1918-1960). Molte delle sue traduzioni e commenti, inoltre, sono stati ripubblicati come Classici Penguin e Classici Wordsworth, permettendo alle opere di raggiungere un pubblico più ampio.
Nonostante abbia tradotto molte opere cinesi e giapponesi, Waley non viaggiò mai in Estremo Oriente. Nella prefazione alla traduzione di Storia segreta dei mongoli scrisse di non essere maestro in molte lingue, ma di avere una padronanza piuttosto alta di cinese e giapponese, di conoscere abbastanza l'ainu e il mongolo, e di sapere qualcosa anche in ebraico e siriaco.

## Opere

### Traduzioni
- Centosettanta Poesie Cinesi, 1918

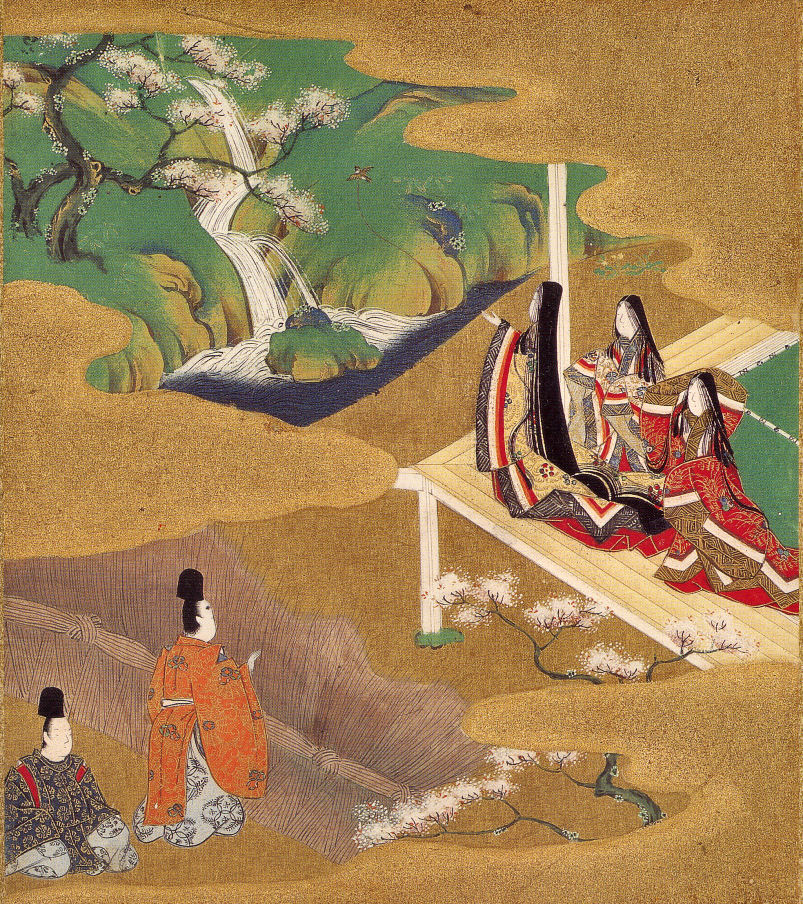
Pittura e-maki su pergamena rappresentante il Genji monogatari (cap. 5 — 若紫, "Il giovane Murasaki"), di Tosa Mitsuoki, (1617–91).

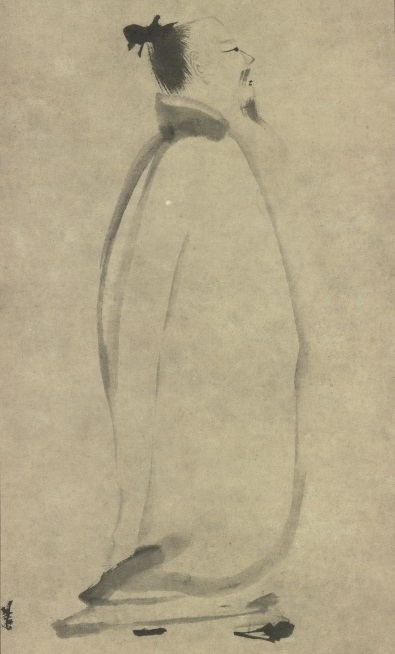
Li Bai Recita una Poesia, di Liang Kai (1140–1210).

- Più Traduzioni dal Cinese (Alfred A. Knopf, New York, 1919).
- Poesia Giapponese: Uta, 1919. Una selezione principalmente tratta dal Man'yōshū e dal Kokinwakashū.
- Le Opere Nō del Giappone, 1921
- Il Tempio e Altre Poesie, 1923
- Genji monogatari, di Murasaki Shikibu, 1925-1933
- Le Note del Guanciale di Sei Shōnagon, 1928
- Li Chih-Ch'ang, The Travels of an Alchemist. The Journey of the Taoist Ch'ang-Ch'un from China to the Hindukush at the Summons of Chingiz Khan, 1931
- La Via e il suo Potere: Studio del Tao Te Ching e del suo Posto nel Pensiero Cinese, 1934. Commento sul Tao te ching, opera originale attribuita a Laozi, con traduzione integrale.
- Il Classico delle Poesie (Shijing), 1937
- I Dialoghi di Confucio (Lunyu), 1938
- Tre Modi di Pensiero nella Cina Arcaica, 1939
- Traduzioni dal Cinese, una raccolta, 1941
- Monkey, 1942, traduzione altamente riassuntiva di Viaggio in Occidente di Wu Cheng'en.
- Poesie Cinesi, 1946
- Le Nove Canzoni: Studio dello Sciamanesimo nella Cina Arcaica, Yuan Qu, 1955
- Storie e Ballate da Dunhuang, 1960

### Opere originali
- Introduzione allo Studio della Pittura Cinese, 1923
- La Vita e l'Epoca di Po Chü-I, 1949
- La Poesia e la Carriera di Li Po, 1950 (con alcune traduzioni)
- Il Vero Tripitaka e Altre Pièce, 1952 (con alcune traduzioni già precedentemente pubblicate)
- Yuan Mei: Eighteenth-Century Chinese Poet, 1956
- La Guerra dell'Oppio attraverso Occhi Cinesi, 1958
- Storia segreta dei mongoli, 1963 (con traduzioni)